# Decima
Decima — внутрішній ігровий рушій, випущений у листопаді 2013 року. Він містить такі інструменти й функції, як штучний інтелект та ігрова фізика. Рушій сумісний із роздільною здатністю 4K і зображенням із високим динамічним діапазоном (HDRI), використовуваними для ігор на PlayStation 4, PlayStation 5 і Microsoft Windows.

## Історія
Першою грою, для якої був використаний рушій, стала Killzone Shadow Fall. У червні 2015, Guerrilla Games оголосила, що Horizon Zero Dawn використовує рушій для розробки. У серпні 2015 було оголошено, що Until Dawn буде використовувати рушій разом із фізикою Havok. У грудні 2015, рушій використовувався разом із PlayStation VR для Until Dawn: Rush of Blood. У червні 2016, Хідео Кодзіма оголосив про підготовку до розробки незалежної гри Death Stranding його студії Kojima Productions, перевіривши двох кандидатів у рушії, останній із яких був використаний для створення першого тизера, який був представлений на виставці Electronic Entertainment Expo 2016. Отримавши нагороду Industry Icon на The Game Awards 2016, Кодзіма вперше представив трейлер гри з логотипом рушія. На виставці PlayStation Experience Кодзіма оголосив, що він співпрацював з Guerrilla Games, використовуючи рушій для розробки Death Stranding.
За словами виконавчого продюсера Енджі Сметс, співробітники Guerrilla спочатку називали Decima просто «рушієм», оскільки не було розробників, які використовували його за межами компанії. Однак, коли Кодзіма вирішив, що хоче використовувати рушій Guerrilla для Death Stranding, команді несподівано довелося придумати назву для маркетингових цілей. Вони зупинилися на його назві в честь Дедзіми, острові, на якому в XVII столітті з'явився голландський торговий пост, і колись символізував міцні голландсько-японські торгові відносини; упродовж понад двох століть Нідерланди були єдиною західною країною, якій офіційно дозволялося торгувати з Японією відповідно до політики сакоку уряду сьоґунату Токуґава.
Horizon Forbidden West від Guerrilla використовує оновлену версію рушія.
Forbidden West була випущена у лютому 2022 року для PlayStation 4 та PlayStation 5.

## Функції
Під час виставки PlayStation Experience в грудні 2016 стало відомо, що рушій має штучний інтелект, фізичні та логічні інструменти, а також ресурси для створення цілих світів. Рушій сумісний з роздільною здатністю 4K і зображенням з високим динамічним діапазоном (HDRI).

## Ігри
| Рік  | Ігри                           | Розробник           | Платформи                                       |
| ---- | ------------------------------ | ------------------- | ----------------------------------------------- |
| 2013 | Killzone Shadow Fall           | Guerrilla Games     | PlayStation 4                                   |
| 2015 | Until Dawn                     | Supermassive Games  | PlayStation 4                                   |
| 2016 | Until Dawn: Rush of Blood      | Supermassive Games  | PlayStation 4                                   |
| 2016 | RIGS: Mechanized Combat League | Guerrilla Cambridge | PlayStation 4                                   |
| 2017 | Horizon Zero Dawn              | Guerrilla Games     | PlayStation 4, Microsoft Windows                |
| 2019 | Death Stranding                | Kojima Productions  | PlayStation 4, Microsoft Windows, PlayStation 5 |
| 2022 | Horizon Forbidden West         | Guerrilla Games     | PlayStation 4, PlayStation 5                    |
| Н/Д  | Death Stranding 2              | Kojima Productions  | PlayStation 5                                   |